# Claude-Madeleine Grivaud de La Vincelle
Claude-Madeleine Grivaud de La Vincelle (* 5. September 1762 in Chalon-sur-Saône; † 4. Dezember 1819 in Paris) war ein französischer Archäologe. Den Beinamen de La Vincelle führte er von seiner Gemahlin, der natürlichen Tochter des Fürsten Honoré III. von Monaco, die nach ihrer Legitimierung Grimaldi de la Vincelle genannt wurde.

## Leben
Claude-Madeleine Grivaud de La Vincelle war der Sohn eines Architekten. In seiner Vaterstadt machte er seine ersten Studien und begab sich sodann nach Lyon, wo er in einem Handelshaus arbeitete. Als 1793 die Stadt Lyon rüstete, um der konventionellen Armee der Republikaner Widerstand zu leisten, ergriff auch Grivaud die Waffen. Er flüchtete dann aber, da er nach Übergabe der Stadt Verfolgung fürchtete, in eine Pulververwaltung. Hier lebte er als Commis im Verborgenen, bis Robespierres Sturz 1794 ihm Freiheit und Sicherheit zurückgab. 1802 begleitete er den General Joseph Morand nach Korsika, und nach seiner Rückkehr nach Paris wurde er stellvertretender Bürochef des Schatzamts des Senats. Er war auch Aufseher des Archivs der Pairskammer.
Seine 1795 zu Paris erfolgte Vermählung mit Camille Grimaldi de la Vincelle, mit der er drei Kinder hatte, mag Grivaud eine unabhängigere Stellung gegeben haben, denn fortan widmete er seine Zeit und Muße ganz nach Neigung vor allem den Altertümern und er erwarb durch mehrere Werke einen Namen.
Grivaud ordnete auch mehrere handschriftlich hinterlassene Arbeiten des königlichen Ingenieur-Geographen François Pasumot und veröffentlichte sie, mit Anmerkungen versehen, teils im Magasin encyclopédique, teils in den Annales des voyages, de la géographie et de l’histoire. Gesondert ließ er sie auch erscheinen als Dissertations et mémoires sur divers sujets d’antiquités, par feu Pasumot, mis en ordre par C.-M. Grivaud (Paris 1810 und 1813). Ferner verfasste er Artikel für das Magasin encyclopédique, die Annales encyclopédique, die Mémoires de l’académie de Dijon und die Mémoires de l’académie celtique. Er war Mitglied der Société des antiquaires de France und seit 1818 korrespondierendes Mitglied der Académie des Sciences, Arts et Belles-lettres de Dijon.
Die letzte Zeit seines Lebens beschäftigte sich Grivaud mit der Redaktion des Katalogs der Bibliothek seines Freundes, des Abbé Charles-Philippe Campion de Tersan, den er nur wenige Tage überlebte. Er starb am 4. Dezember 1819 im Alter von 57 Jahren in Paris.

## Veröffentlichungen (Auswahl)
- Antiquités gauloises et romaines, recueillis dans les jardins du palais du sénat pendant les travaux d’embellissement qui y ont été exécutés depuis l’an IX jusqu’à ce jour, pour servir à l’histoire des antiquités de Paris …. Paris 1807, mit Atlas und 26 Kupfertafeln, bekannt unter dem Namen Antiquités du Luxembourg.
- Recueil de monuments antiques, la plupart inédits et découverts dans l’ancienne Gaule, 2 Bände und ein Kupferband mit 40 Tafeln. Paris 1817.
- Arts et métiers des anciens, représentés par les monuments, ou Recherches archaéologiques servant principalement à l'explication d'un grand nombre d'antiquités recueillies dans les ruines d'une ville gauloise et romaine, découverte entre Saint-Dizier et Joinville, département de Haute-Marne. Paris 1819.[1]